# Takht-e Rud
Takht-e Rud (em persa: تخت رود, também romanizada como Takht-e Rūd e Takht Rūd; também conhecida como Tahtarun, Taḩt-e Rūd, Taht Rood e Taḩt Rūd) é uma aldeia do distrito rural de Surmaq, no condado de Abadeh, na província de Fars, Irã.
Segundo o censo de 2006, sua população era de 20 habitantes, em 6 famílias.